# Haut-vol à 10 mètres synchronisé féminin aux Jeux olympiques d'été de 2024
Navigation
Tokyo 2020 Los Angeles 2028
L'épreuve du haut-vol à 10 mètres synchronisé féminin aux Jeux olympiques d'été de 2024 se déroule au Centre aquatique olympique, au nord de Paris en France, le 31 juillet 2024. 

## Format
La compétition se déroule en un tour unique où chacune des 8 paires effectue 6 plongeons. Les 3 meilleures remportent les médailles d'or, d'argent et de bronze.

## Programme
| Date                | Horaire | Manche |
| ------------------- | ------- | ------ |
| Mercredi 31 juillet | 11 h 00 | Finale |

## Médaillées
| Or                              | Argent                       | Bronze                                         |
| Chen Yuxi / Quan Hongchan (CHN) | Kim Mi-rae / Jo Jin-mi (PRK) | Andrea Spendolini-Sirieix / Lois Toulson (GBR) |

## Résultats
| Rang                                | Plongeuses                             | Pays            | Plongeons | Plongeons | Plongeons | Plongeons | Plongeons | Total  |
| Rang                                | Plongeuses                             | Pays            | 1         | 2         | 3         | 4         | 5         | Total  |
| ----------------------------------- | -------------------------------------- | --------------- | --------- | --------- | --------- | --------- | --------- | ------ |
| Médaille d'or, Jeux olympiques      | Chen Yuxi Quan Hongchan                | Chine           | 56,40     | 54,60     | 80,10     | 85,44     | 82,56     | 359,10 |
| Médaille d'argent, Jeux olympiques  | Kim Mi-rae Jo Jin-mi                   | Corée du Nord   | 46,80     | 46,20     | 69,30     | 75,84     | 77,76     | 315,90 |
| Médaille de bronze, Jeux olympiques | Andrea Spendolini-Sirieix Lois Toulson | Grande-Bretagne | 48,60     | 48,60     | 60,30     | 69,12     | 77,76     | 304,38 |
| 4                                   | Caeli McKay Kate Miller                | Canada          | 49,20     | 44,40     | 69,30     | 68,16     | 68,16     | 299,22 |
| 5                                   | Gabriela Agúndez Alejandra Orozco      | Mexique         | 47,40     | 47,40     | 67,50     | 62,40     | 72,96     | 297,66 |
| 6                                   | Delaney Schnell Jessica Parratto       | États-Unis      | 46,20     | 43,80     | 61,20     | 70,08     | 66,24     | 287,52 |
| 7                                   | Kseniya Baylo Sofiya Lyskun            | Ukraine         | 48,00     | 48,00     | 59,64     | 68,16     | 61,20     | 285,00 |
| 8                                   | Jade Gillet Emily Hallifax             | France          | 47,40     | 45,00     | 53,76     | 37,80     | 50,88     | 234,84 |